# 55 East Erie Street
55 East Erie Street est un gratte-ciel situé à Chicago (Illinois, États-Unis), dont la construction s'est achevée en 2004. 
Il est le trentième plus haut gratte-ciel de Chicago. L'immeuble mesure 197 mètres et possède 56 étages. Le gratte-ciel est le troisième plus haut bâtiment d'usage entièrement résidentiel de la ville après le One Museum Park et le 340 on the Park.
L'immeuble fut dessinée par les firmes d'architectes Fujikawa Johnson & Associates et Searl & Associates Architects.